# Pressione ram
In fisica la pressione ram è la pressione esercitata su un corpo che si muove attraverso un mezzo fluido, causata dal movimento relativo rispetto ad una massa di fluido piuttosto che dal moto di agitazione termica del fluido stesso. A essa corrisponde una forza di resistenza fluidodinamica esercitata sul corpo.